# Maire de Castroponce
Maire de Castroponce ist ein nordwestspanischer Ort und eine Gemeinde (municipio) mit nur noch 140 Einwohnern (Stand: 2024) im Süden der Provinz Zamora in der Autonomen Gemeinschaft Kastilien-León. 

## Lage und Klima
Maire de Castroponce liegt am westlichen Rand der Kastilischen Hochebene (Meseta Iberica) in einer Höhe von ca. 740 m. Am Nordostrand der Gemeinde führt die Autovía A-6 entlang. Die Provinzhauptstadt Zamora ist gut 75 Kilometer (Fahrtstrecke) in südlicher Richtung entfernt. 
Das gemäßigte Kontinentalklima wird nur selten vom Atlantik beeinflusst.

## Bevölkerungsentwicklung
| Jahr      | 1970 | 1981 | 1991 | 2001 | 2011 | 2021 |
| Einwohner | 417  | 345  | 307  | 249  | 164  | 140  |

## Sehenswürdigkeiten
- Kirche Mariä Geburt